# الفرع
ال فارع یک منطقهٔ مسکونی در امارات متحده عربی است که در رأس‌الخیمه واقع شده است.

## خصوصیات
ال فارع ۵۳۲ متر بالاتر از سطح دریا واقع شده است.